# Duipipal
Duipipal (en népalais : दुईपिपल) est un comité de développement villageois du Népal situé dans le district de Nuwakot. Au recensement de 2011, il comptait 7 790 habitants.